# Сидоров, Алексей Русланович
Алексе́й Русла́нович Си́доров (укр. Олексій Русланович Сидоров; род. 7 июня 2001, Макеевка, Донецкая область) — украинский футболист, нападающий клуба «Металлист 1925», выступающий на правах аренды за ковалёвский «Колос».

## Биография
В 2019 году дебютировал за запорожский «Металлург» в ничейном (3:3) поединке против киевской «Оболони».
В составе «Металлиста 1925» дебютировал 30 июля 2023 в игре 1-го тура Премьер-лиги Украины 2023/24 против донецкого «Шахтёра» (1:2).